# 17.º Troféu HQ Mix
O 17º Troféu HQ Mix, referente aos lançamentos de quadrinhos de 2004, teve seu resultado divulgado em julho de 2005. A premiação ocorreu em agosto. O troféu (que homenageia um autor diferente a cada ano) representava o personagem Rango, do cartunista Edgar Vasques. Parte das categorias foi escolhida por votação entre cartunistas, jornalistas especializados e pesquisadores aprovados em inscrição feita com a Associação dos Cartunistas do Brasil e o Instituto Memorial das Artes Gráficas do Brasil, organizadores do evento. O prêmio foi apresentado por Serginho Groisman.

## Prêmios eleitos pelos votantes
| Categoria                            | Vencedor |
| Desenhista nacional                  | Fábio Moon e Gabriel Bá |
| Desenhista estrangeiro               | Will Eisner |
| Roteirista nacional                  | Lourenço Mutarelli |
| Roteirista estrangeiro               | Will Eisner |
| Desenhista revelação                 | Rafael Sica |
| Chargista                            | Angeli |
| Caricaturista                        | Baptistão |
| Cartunista                           | Laerte |
| Ilustrador                           | Samuel Casal |
| Ilustrador de livro infantil         | Cárcamo |
| Revista infantil                     | O Menino Maluquinho (Ziraldo, Globo) |
| Publicação de clássico               | Todo Pererê #3 (Ziraldo \| Salamandra) |
| Publicação de humor                  | Preto no branco (Allan Sieber \| Conrad) |
| Publicação mix                       | Mosh! (S. Lobo e Renato Lima, editores / independente)                                                                                        |
| Publicação de terror                 | Dylan Dog (vários autores / Mythos Editora)                                                                                                   |
| Revista de aventura                  | Marvel Max (vários autores / Panini) |
| Publicação de tiras                  | Níquel Náusea - vá pentear macacos (Fernando Gonsales / Devir)                                                                                |
| Edição especial nacional             | 10 pãezinhos - crítica (Fábio Moon e Gabriel Bá / Devir)                                                                                      |
| Edição especial estrangeiro          | À sombra das torres ausentes (Art Spiegelman / Companhia das Letras)                                                                          |
| Minissérie                           | 1602 (Neil Gaiman e Andy Kubert / Panini) |
| Publicação sobre quadrinhos          | Wizard (Panini) |
| Publicação independente              | Mosh! (S. Lobo e Renato Lima, editores) |
| Fanzine                              | Manicomics (J.J. Marreiro, editor) |
| Prozine                              | Putzgrila (Gibiteca Henfil) |
| Projeto gráfico                      | À sombra das torres ausentes (Art Spiegelman / Companhia das Letras)                                                                          |
| Álbum de aventura                    | A Liga Extraordinária volume II (Alan Moore e Kevin O'Neill / Devir)                                                                          |
| Álbum infantil                       | Todo Pererê #3 (Ziraldo / Salamandra) |
| Publicação de charges                | OPasquim21 |
| Publicação de cartuns                | Bem, Obrigado. E Você? / Quinoterapia / Quanta Bondade! (Quino / Martins Fontes)                                                              |
| Livro teórico                        | A Guerra dos Gibis - a formação do mercado editorial brasileiro e a censura aos quadrinhos, 1933-1964 (Gonçalo Junior / Companhia das Letras) |
| Tira nacional                        | Piratas do Tietê / Striptiras (Laerte) |
| Projeto editorial                    | O Melhor da Disney - as obras completas de Carl Barks (Carl Barks / Abril Jovem)                                                              |
| Animação                             | A Liga dos VJs Paladinos (MTV) |
| Exposição                            | São Paulo por Paulo Caruso - um olhar bem-humorado sobre esta cidade                                                                          |
| Evento                               | Ilustra Brasil, São Paulo |
| Salão de humor                       | 6º FIHQ-PE, Recife |
| Adaptação para outro veículo         | Homem-Aranha 2 (filme) |
| Site de quadrinhos                   | Nona Arte |
| Site sobre quadrinhos                | Universo HQ |
| Blog / Flog de artista gráfico       | Os Loucos Undergroud (Fábio Moon e Gabriel Bá)                                                                                                |
| Site de autor                        | Vida besta (Galvão) |
| Jornalista especializado no segmento | Sidney Gusman |
| Editora do ano                       | Devir |

## Prêmios eleitos pela comissão e pelos júris especiais
| Categoria           | Vencedor                                                                                                 |
| Grande contribuicão | Turma do Sítio no Fome Zero                                                                              |
| Grande mestre       | Luiz Gê                                                                                                  |
| Homenagem           | Paulistano da Glória Xalberto, Bira Câmara e Sian                                                        |
| Pesquisa            | A escrita plástica, desenho, pensamento e conhecimento (Luiz Gê / Doutorado / Universidade de São Paulo) |